# Chersotis sarhada
Chersotis sarhada är en fjärilsart som beskrevs av Brandt 1941. Chersotis sarhada ingår i släktet Chersotis och familjen nattflyn. Inga underarter finns listade i Catalogue of Life.